# Federação de Ginástica de Portugal
A Federação de Ginástica de Portugal (FPG), por vezes chamada Federação Portuguesa de Ginástica (FPG), é a entidade responsável pela organização dos eventos e representação dos atletas e juízes das modalidades da ginástica em Portugal. Formada pelos membros da assembleia geral, da direção e dos conselhos, a Federação é associada a FIG.